# سیارک ۱۳۱۱۵
سیارک ۱۳۱۱۵ (به انگلیسی: 13115 Jeangodin، نامگذاری:1993SU6) سیزده هزار و صد و پانزدهمین سیارک کشف شده‌است که در ۱۷ سپتامبر ۱۹۹۳ کشف شد.
قدر مطلق سیارک برابر ۲۳.۴ است.